# Ligne 501 Queen du tramway de Toronto
La 501 Queen est une des lignes de tramway de la ville de Toronto, dans la province d'Ontario, au Canada. Elle est exploitée par la Toronto Transit Commission, l'opérateur public chargé d'assurer la gestion des transports en commun de la ville et de son agglomération.
Traversant la ville d'Est en Ouest, sa longueur de 24,6 kilomètres (15,4 miles) en fait la ligne de tramway encore en exploitation la plus longue d'Amérique du Nord, et l'une des plus longues du monde. Elle relie la boucle de Long Branch à l'Ouest, à proximité de la station de Long Branch (GO Transit), à la boucle de Neville Park à l'Est, en empruntant respectivement le Lake Shore Boulevard, un site propre au milieu de Queensway, et Queen Street.
Au XIXe siècle, lors de sa mise en service, la ligne était exploitée par différents opérateurs privés et les voitures étaient tractées par des chevaux. La ligne fut ensuite électrifiée, et fut exploitée par la TTC en 1921. La ligne est ouverte 24 heures par jour, le nom de ligne passant à 301 Queen durant le service de nuit.
La ligne 501 Queen est équipée de tramways articulés de type Flexity Outlook. L'intervalle peut varier de cinq minutes aux heures de pointe, de quatre à dix minutes le reste de la journée, et de dix à trente minutes la nuit, de 1h à 5h du matin.